# Benei Mitzvá

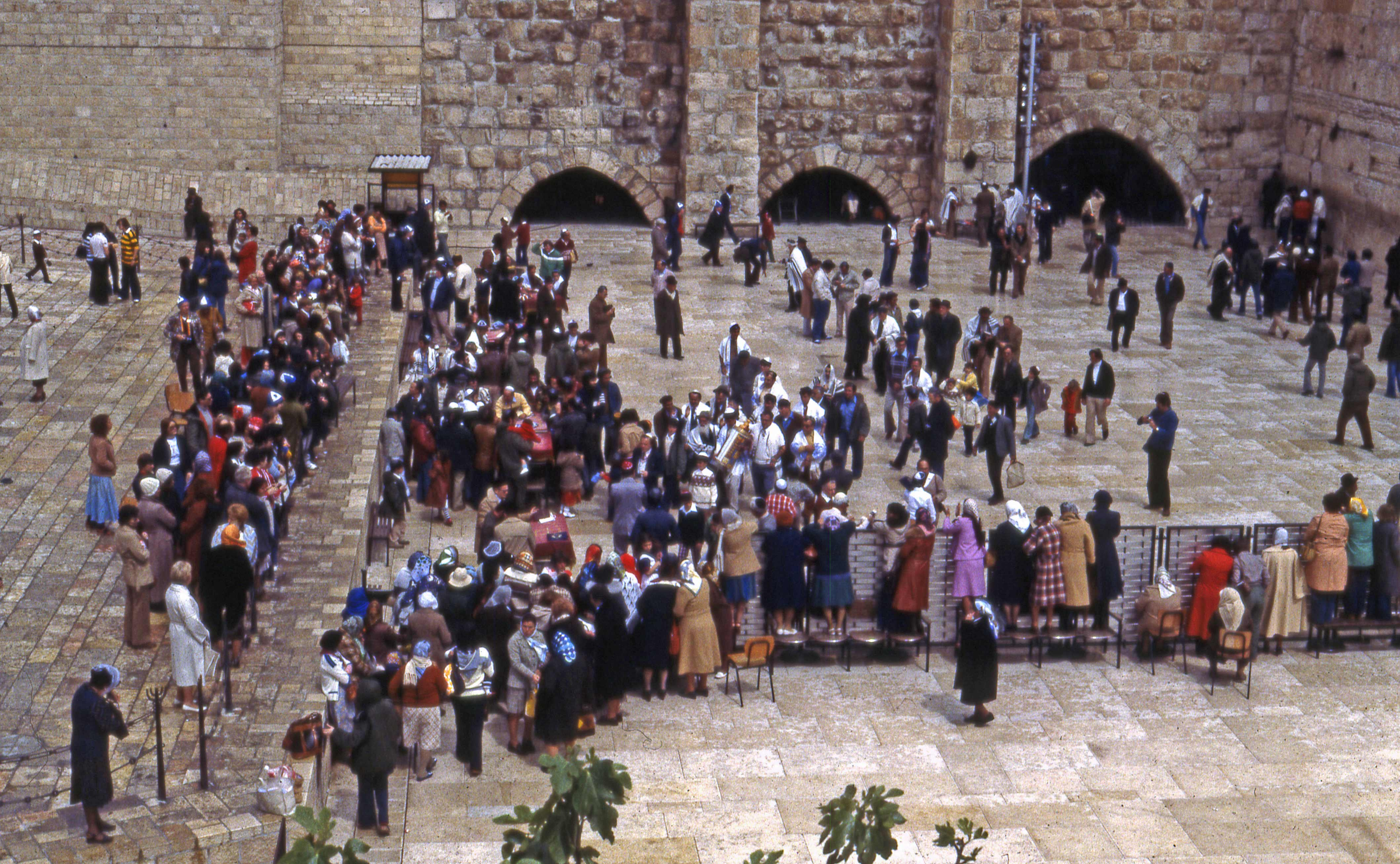
Celebración de un bar mitzvá en la explanada frente al Muro de las Lamentaciones de Jerusalén.

Dentro del rito judío, se consideran benei mitzvá (bar mitzvah) para los varones, del hebreo: בר מצווה, «hijo de los mandamientos (los mitzvot)»; o bat mitzvah para las mujeres, del hebreo בת מצווה, «hija de los mandamientos (las mitzvot)») quienes han alcanzado la madurez personal y frente a su comunidad, se ha fijado en 12 años para las niñas, aunque hay un lapso de transición de seis meses y un día en el cual la mujer es considerada naará, «joven mujer», hasta que pasa a ser llamada bogueret, «madura», y 13 años para los varones. A partir de este momento, los jóvenes pasan a ser considerados, según la halajá o ley judía, responsables de sus actos. Esta madurez se celebra desde la Edad Media, y es muy popular desde entonces, mediante una ceremonia que difiere levemente entre los ritos asquenazí y sefardita.
La mayoría de los judíos ortodoxos rechazan que una niña lea en público la Torá o dirija la ceremonia mientras haya una minyán a disposición. A pesar de eso, la celebración de una niña que se convierta en Bat Mitzvah ha ido ganando adeptos en el judaísmo ortodoxo moderno.
La ceremonia moderna para celebrar un Bar Mitzvah no existía en los tiempos bíblicos, de la Mishnah o del Talmud.  En el Éxodo y Números se señala la edad para entrar al ejército a los  20 años.El término «Bar Mitzvá» aparece una vez en el Talmud para definir a alguien que está sujeto a los mandamientos. En el Mishnah, los trece años se describen como la edad en la que una persona es obligada a observar los 613 mandamientos de la Torá.

«A los 5 años comienza el estudio de la Torá, a los 10 el estudio de la Mishná y a los 13 el cumplimiento de los preceptos».
Pirkei Avot 5:24

Según el Talmud, los votos de un varón de trece años son legales, lo cual es el resultado de ser un «hombre» como se lo requiere en Números 6:2.
El término Bar Mitzvá, tal como se usa hoy en día, proviene del término rabínico del siglo XIV «gadol» (adulto) o «bar 'onshin» (hijo del castigo). Esto significa que es posible castigarlo si ha hecho algo incorrecto.  La ceremonia del Bar Mitzvá se originó, según la mayoría de las fuentes, recién en la Edad Media. Sin embargo, hay suficiente evidencia anterior respecto al regimiento de los mandamientos de la Torá al cumplir los 13 años.

## Responsabilidades
Una persona que es Bar o Bat Mitzvah tiene las mismas responsabilidades que un adulto bajo la ley judía. Estas incluyen:
- Ser moralmente responsable de los propios actos.
- Ser elegible para ser llamado a leer de la Torah y participar en una Minyán (aunque en comunidades ortodoxas sólo les está permitido a los hombres).
- Todo lo que posean es de su propiedad.
- Ser elegible para contraer matrimonio según la ley judía.
- Son responsables del cumplimiento de los 613 mandamientos de la Torá.
- Ponerse los Tefilin (o filacterias) todos los días (los varones).